# Agrupació Independent Popular de Formentera
L'Agrupació Independent Popular de Formentera és un partit polític de la pitiüsa menor de caràcter conservador que hi ha al Parlament Balear. Normalment rep el suport el Partit Popular formenterenc i el Grup d'Independents de Formentera (GUIF).
Es va integrar dins el Grup Popular juntament amb el PP a les legislatures IV i VI. En canvi, a la VII legislatura Josep Mayans, el seu representant, havia mostrat la intenció de formar un grup parlamentari propi, finalment però es troba dins el Grup Mixt.